# Józef Kalasanty Masłowski
Józef Kalasanty Masłowski herbu Samson – łowczy ostrzeszowski w latach 1787–1793, wojski większy ostrzeszowski w latach 1785-1787, konsyliarz ziemi wieluńskiej w konfederacji targowickiej.